# 呂克孝
呂克孝，字公原，直隸青浦縣（今上海市青浦區）人。明朝解元。

## 生平
萬曆二十五年（1597年）丁酉科應天鄉試，呂克孝中式第一名。主考朱國祚、葉向高。事後查出呂克孝關於倭寇策論與《河南鄉試錄》雷同。取中呂克孝的葉向高被言官參劾。朱、葉二人上書認罪，皆罰俸。官至工部郎中。

## 著作
工詩，有《媿翁詩草》。

## 遺跡
今七宝北大街徐家弄内有解元厅。